# تحصیل نورپور تهل
تحصیل نورپور تهل (به انگلیسی: Noorpur Thal Tehsil) یک تحصیل در پاکستان است که در پنجاب واقع شده‌است.